# 서부초등학교 상황분교
서부초등학교 상황분교는 대한민국 충청남도 홍성군 서부면 서부서길 633-60 (상황리)에 있었던 공립 초등학교이다.

## 연혁
- 1968. 12. 13 서부국민학교에서 2학급 분리 수업
- 1970. 03. 01 서부국민학교 상황분교 승인
- 1971. 10. 01 벽지학교 명지로 지정
- 1972. 03. 01 상황국민학교 승인
- 1973. 03. 01 벽지학교 해제
- 1983. 12. 01 벽지학교 재지정(명지)
- 1984. 03. 07 상황국민학교 병설유치원 1학급 인가
- 1992. 03. 01 서부국민학교 상황분교장 인가(6학급)
- 1996. 03. 01 서부초등학교 상황분교장으로 개칭
- 1999. 09. 01 서부초 상황분교 폐지